# Mikhaïl Ocharov
 (février 2010).
Si vous disposez d'ouvrages ou d'articles de référence ou si vous connaissez des sites web de qualité traitant du thème abordé ici, merci de compléter l'article en donnant les références utiles à sa vérifiabilité et en les liant à la section « Notes et références ».
Mikhaïl Ivanovitch Ocharov (en russe : Михаил Иванович Ошаров), né le 16 novembre 1894 à Lebiajie dans l'actuel kraï de Krasnoïarsk et mort le 24 décembre 1937 à Novossibirsk, est un ethnographe et artiste russe soviétique qui développa ses qualités au profit de la science entre 1919 et 1937, notamment en participant à des programmes de recherche.

## Biographie
Ayant publié de nombreux rapports et articles sur ses travaux de terrain et participations d'expédition, Ocharov fut reconnu aussi bien par le monde scientifique que le monde littéraire. Il reçut différents titres et prix, parfois posthumes, notamment pour cette trilogie proche du roman ethnographique intitulée Le Grand Arguich (Большой аргиш).
Accusé principalement de complot insurrectionnel et de sabotages, il fut condamné puis fusillé avec cent six autres personnes à Novossibirsk. Réhabilité à titre posthume après une contre-enquête menée en 1955–1956.

## Science
Il prit part à plusieurs voyages, dont deux expéditions majeures : en 1919 pour le programme du kraï de Touroukhansk, puis au Taïmyr. La majeure partie de son œuvre scientifique fut consacrée à l'oralité du Nord : les Evenks (Toungouses) avant tout, mais aussi les Kètes, les Nénètses, les Dolganes, ainsi que les Khakasses auprès desquels il exerçait dès sa jeunesse ses qualités d'ethnographe.
Il releva principalement des récits, contes, énigmes et autres histoires populaires, mais dépassa le cadre folklorique en notant la vie quotidienne en taïga comme en toundra. Il en proposa plusieurs articles et publia dans différentes revues.
D'autre part, il sut entrer en confiance avec les habitants des régions qu'il visitait. Il n'eut ainsi que peu de difficultés à collaborer aux recensements, en raison de sa proximité aux populations locales. Il travaillait par exemple dans des coopératives, au sein desquelles son abnégation et son ardeur à la tâche étaient appréciés.
Issu d'une famille d'artistes, il développa son savoir ethnologique au profit de la littérature : sa trilogie Le Grand Arguich est considérée comme l'apogée de son œuvre, bien qu'elle ne fut intégralement publiée qu'après sa mort. Ses archives sont conservées au musée littéraire de Krasnoïarsk.